# レッド・デッド・リデンプション2の開発

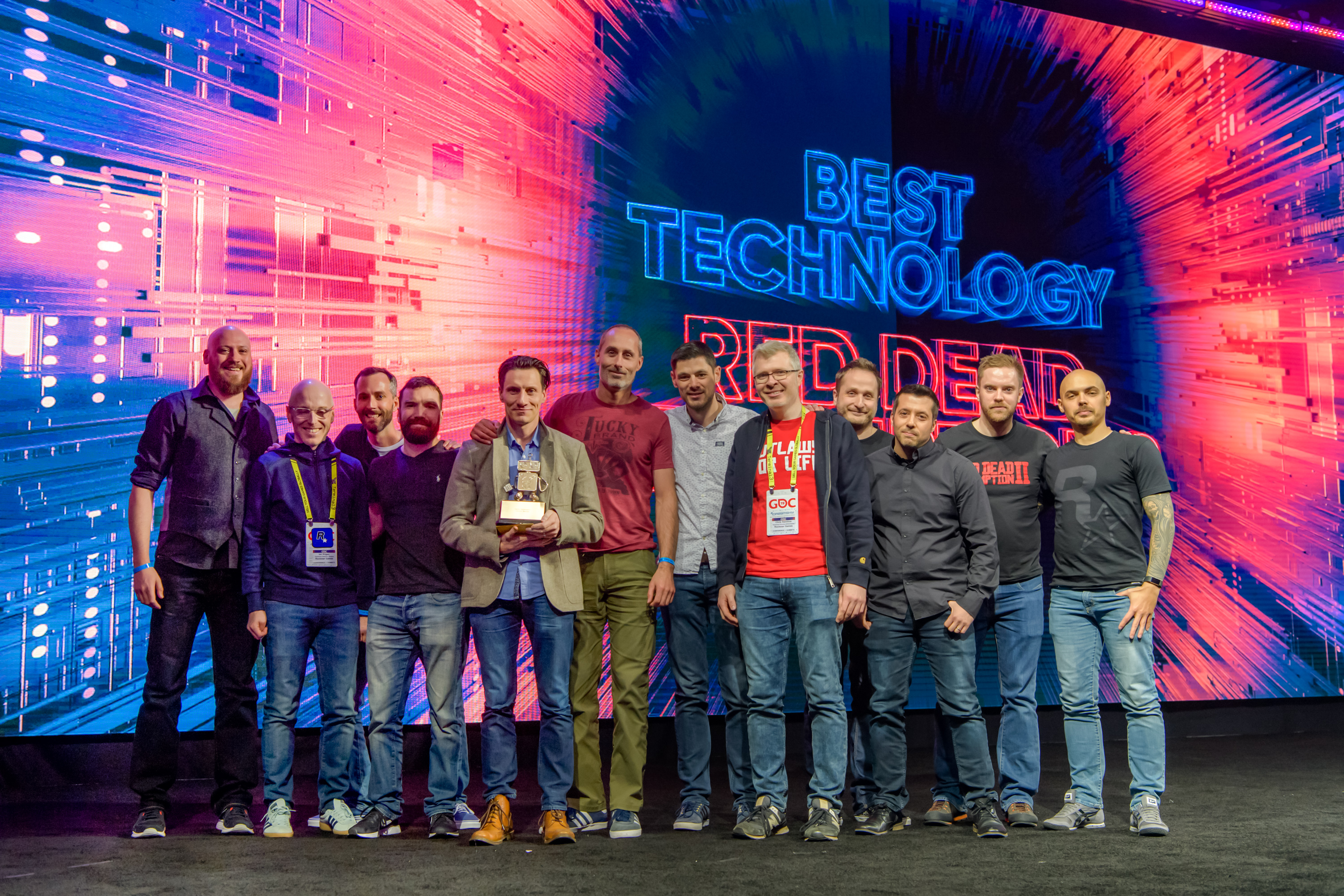
2019年ゲーム・デベロッパーズ・チョイス・アワードのロックスター・ゲームスのプログラマー

およそ1600人のチームが数年にわたって『レッド・デッド・リデンプション2』を開発した。ロックスター・ゲームスは本作を2018年10月にPlayStation 4とXbox One向けに発売し、2019年11月にWindowsとStadia向けに発売した。ロックスターは開発を促進するため、すべてのスタジオをひとつの大きなチームに吸収した。物語は1899年の脚色されたアメリカ合衆国西部、中西部、南部を舞台にしており、ダッチ・ギャングの一員で無法者のアーサー・モーガンについて描く。アーサーは法執行官、敵のギャング、その他の敵対者を乗り切ろうとしながら、開拓時代の西部地方の衰退に対処しなければならない。物語はギャングの一員のジョン・マーストンについても描く。ジョンは『レッド・デッド・リデンプション』（2010年）の主人公である。
ロックスターは役者の演技を録画するためモーションキャプチャーを使い、後でアニメーションに使用する表情を録画するため、顔を録画するカメラも使った。ロックスターはダッチ・ギャングのキャラクターの配役を多様なものにしたいと考え、特にそれぞれのキャラクターの背景にある個人の物語に焦点を合わせた。RDRの重要な主題のひとつはどんな犠牲を払っても家族を守るというものであったが、本作はダッチ・ギャングという形をとって家族の崩壊について語っている。
本作はロックスターで初めてPlayStation 4とXbox One専用に作られたゲームである。ロックスターは『グランド・セフト・オートV』を移植する際に、PlayStation 4とXbox Oneの技術的能力を調べた。開発チームがPlayStation 4とXbox Oneの限界を明確にすると、すぐに重点的に取り組む必要のある部分を見つけた。本作にはオリジナルサウンドトラックがあり、音楽家のWoody Jacksonが作曲した。JacksonはRDRと『グランド・セフト・オートV』でロックスターと制作を行った。サウンドトラックはColin Stetson、Senyawa、アルカなどのアーティストが手がけた。オリジナルのボーカルトラックを制作するため、ダニエル・ラノワを引き入れ、ディアンジェロ、ウィリー・ネルソン、Rhiannon Giddens、ジョシュ・オムなどのアーティストと連携して制作を行った。
本作は2016年10月に正式に発表された。本作は大きく宣伝され、広く期待された。ロックスターは当初の発売日に間に合わず、さらに磨きをかけるため本作を3回延期した。ロックスターは予告編を通して本作を売り込み、開発が続くにつれて、具体的な詳細を発表した。本作の様々な限定版が発売された。ロックスターが従業員に長時間労働を要求し、「クランチ」の文化があったため、本作の開発はマスコミによる調査を受けた。本作のオンラインマルチプレイモードである『レッド・デッド・オンライン』はベータ版を2018年11月に開設した。ベータ版は2019年5月に終了した。

## 経緯と概要
『レッド・デッド・リデンプション2』の最初の仕事は『レッド・デッド・リデンプション』（2010年）の発売直後に始まった。RDRの制作中に、発売元のロックスター・ゲームスでは社内で続編に対する提案が出始め、ギャングの物語という案が「とても魅力的で拒否できない」ことに気づいた。クリエイティブ担当副社長のダン・ハウザーと主要な開発チームは本作の構想に取り組んだ。ハウザーは2011年の初めに本作のキャラクターとスタイルについてRDRの開発元のロックスター・サンディエゴと話をした。開発チームは2011年の中ごろまでに概要を作り、2012年後半までに本作の大まかな脚本が完成した。ハウザーはテレビ会議で世界中にあるロックスターの事業所すべてのアニメーション・ディレクター、アートデザイン・ディレクター、ゲームプレイ・ディレクターと脚本の読み合わせを行った。ロックスター・ゲームスは個別のスタジオの寄せ集めが必ずしもうまくいくわけではないと気付き、1600人で開発を促進するため、すべてのスタジオをひとつの大きなチームに吸収し、ロックスター・スタジオと名付けた。合計およそ2000人が本作に取り組んだ。スタジオ・ディレクターのRob Nelsonは650人のロックスター・ノースを率いて、他の事業が完了した後に本作の開発の後半にフルタイムで制作に参加した。評論家は本作の開発費を1億7000万USドルから2億4000万USドルの間と推定し、マーケティング費用を2億USドルから3億USドルの間と推定した。総計は3億7000万USドルから5億4000万USドルとなり、これまで開発されたゲームの中で最も高額なゲームのひとつになる。
開発チームは年を通して「数回」週100時間働いていると2018年の10月にハウザーは述べた。情報源の多くがこの発言について本作の開発スタッフ全体のクランチであると説明した。これはRDRの開発に関して、ロックスター・サンディエゴの従業員の妻から告発されたことと同様の内容であった。翌日、ロックスターは声明の中で、ハウザーが言及した仕事の期間はハウザー、Michael Unsworth、Rupert Humphries、Lazlow Jonesといった本作のライターのシニア・スタッフだけに影響を与え、その期間はすべての開発期間で3週間だけという実情であったと明らかにした。ロックスターは前述のように長く働くことを従業員に要求したり、強制したりすることはなく、開発スタジオに遅くまで残ることは本作の開発に対する情熱で促進されているとハウザーは付け加えて述べた。ロックスターは2018年の従業員の週平均労働時間を共有し、1月から3月までは42.4時間、4月から6月までは45.5時間、7月から9月までは45.8時間であった。ロックスターはソーシャルメディアの方針を解除し、従業員が自分の経験について公表することを許可した。ハウザーの発言を支持し、状況は『グランド・セフト・オートV』（2013年）から改善し、週100時間働くように要求されたことはないと述べた従業員もいれば、クランチは存在するが、度を越してはいないと認めた従業員もいた。
反対に、ハウザーの発言はロックスターの「クランチカルチャー」を正確に描写しておらず、クランチカルチャーの下で働く従業員はたくさんおり、「強制的な」時間外労働や長年にわたるクランチがあると主張する従業員もいた。給料に基づく雇用契約であるため、時間外労働に対する対価を得られず、その代わりに本作の販売実績で決まる年末の賞与の支払いを当てにしている従業員がたくさんいた。『Kotaku』のジェイソン・シュライアーは77人の従業員と元従業員と話をした後、週100時間働いた従業員はおらず、多くは平均しておよそ55時間や60時間であるが、頻繁に「夜も週末も働かざるを得ないと要求されたり、感じたりした」と報じた。2011年から2016年の間に頻繁に週80時間の労働を必要とされ、本作に関する仕事がない場合に「（『グランド・セフト・オートV』）をさらに8時間試す」ように言われたと述べたロックスター・サンディエゴの従業員もいた。本作のクランチが2016年か2017年に始まった従業員もいた。本作の制作を大事にしており、芸術作品を作りたいと強く願っていたため、時間外労働は自分たちの判断で行ったと認めた従業員もいれば、ハウザーと兄で社長のサム・ハウザーが頻繁に見直しを要求したため、時間外労働は必須であったと感じた従業員もいた。
品質保証（QA）チームは最もひどいクランチに直面し、その次に映像製作チームとデザインチームがひどいクランチに直面した。リンカンとニューヨークのスタジオはクランチに関する話が最も多かった。ロックスター・リンカンはロックスターの主要な品質保証を行うスタジオであり、300人を超える従業員がいた。ロックスターは時間外労働を要求したが選択の自由があったと2018年10月に主張し、明らかにしたが、2017年8月から時間外労働が必須であった主張するロックスター・リンカンの従業員もいた。ロックスターは2017年10月から2018年8月に従業員が週52.5時間働くことを要求し、2018年8月と9月に従業員が週57.5時間働くことを要求した。クランチがあってもロックスターが良い職場であると考えている従業員もいれば、自分たちが酷使されていると考えており、遠慮なく話すことに対する「恐怖の文化」について説明する従業員もいた。ロックスターで働いた結果、うつ病を患ったと報告する従業員が多かった。また、従業員や元従業員が精神的に参ってしまうのを目撃した従業員がたくさんいた。ロックスターの評判は従業員がこの状況を我慢したということを意味していた。従業員の発言で繰り返されたことは職場の環境がRDRから多少改善したということであった。クランチが報道されたために本作をボイコットしようとすることはためにならないと考えていた。職場文化が報道された結果、ロックスターは大きく変化したと2020年4月までに従業員は報告し、多くの従業員はロックスターの将来について慎重ながらも楽観的な見方をしていた。

## 物語と設定

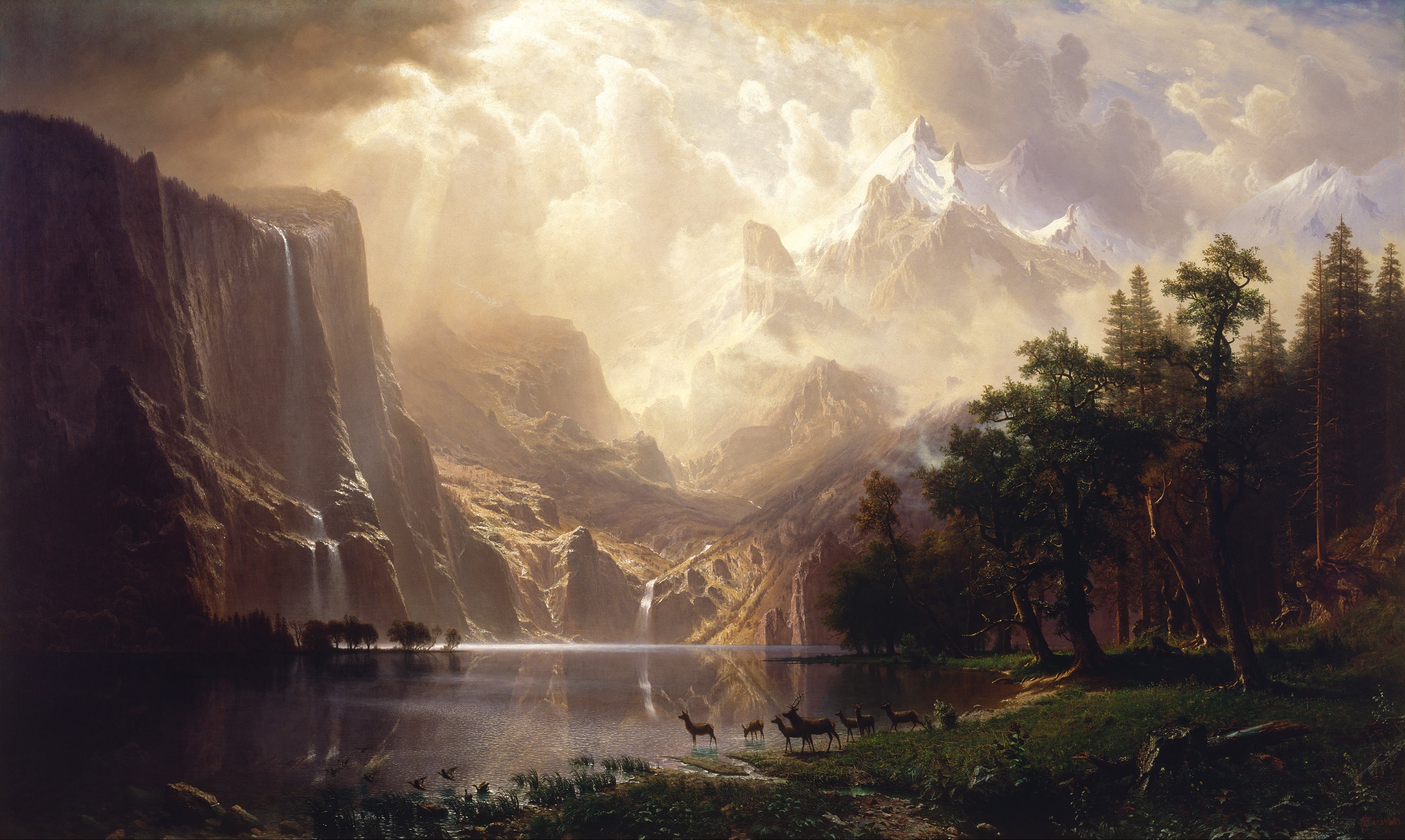
ゲーム内の景色はアルバート・ビアスタットといった画家の絵画から着想を受けた。

RDRの重要な主題のひとつはどんな犠牲を払っても家族を守るというものであったが、本作はダッチ・ギャングという形をとって家族の崩壊について語っている。ギャングが崩壊したことはRDRで頻繁に言及されるが、開発チームはその理由について物語を掘り下げることに興味があった。ロックスター・サンディエゴのアートディレクターJosh Bassはギャングのリーダーであるダッチ・ファン・デル・リンデの存在がRDRを「覆っていた」と感じた。本作はRDRと同様に、ギャングにとって世界が近代的になりすぎるアメリカのフロンティアの衰退を舞台にしている。ロックスター・ノースのアートディレクターAaron Garbuthはロックスターが「1899年におけるアメリカの生活の一面を広くとらえることを目指しており、当時のアメリカは急速に工業化する国で、近いうちに国際舞台に照準を合わせるようになる」と述べた。開発チームはその時代を正確に反映したものを作ることに重点を置いた。本作の住民は貧富の差異を表し、場所は文明と自然の差異を表している。ハウザーはギャングが社会から離れることと本作の穏やかな冒頭部が対照をなすようにしたいと考えた。最初のチャプターが景色を一新する方法になると考え、ギャングを暴風雪に対峙させた。ハウザーは最初のチャプターがもっとも重要なチャプターであると考えたため、開発チームは長期間にわたって最初のチャプターを設計し直した。NelsonはRDRの性質を考えると、本作の結末が「正しい結末」であると感じた。
キャラクター、場所、信条が複数回変化するため、ハウザーは物語の規模を「ヘミングウェイというよりサッカレーのよう」であると述べた。ハウザーは本作のシナリオを執筆中に、映画や文学作品から着想を得たが、アイデアを盗んだと非難されないようにするため、現代の作品を避けた。ハウザーは大きな影響を受けたものとして、ユライア・ヒープを挙げた。ユライア・ヒープはチャールズ・ディケンズの『デイヴィッド・コパフィールド』（1850年）に登場する架空のキャラクターである。また、大きな影響を受けたものとして、アーサー・コナン・ドイルの作品の一部を挙げた。ヘンリー・ジェイムズ、ジョン・キーツ、エミール・ゾラも挙げた。ハウザーは現代の出来事を間接的に反映する物語の要素を必要としており、「むしろ私たちに語りかける19世紀に興味深さを見出すというような感覚であった。19世紀が現代の問題について皆さんに語りかけるとよいと思う」と述べた。ハウザーは本作について、歴史を描写した作品とみなすのではなく、歴史を題材にしたフィクションとみなしてほしいと考えた。歴史上の出来事が不愉快なので、歴史上の出来事をそのまま書くのではなく、ほのめかすことにした。本作のメインストーリーの最終稿は約2000ページになった。もっとも、サイドミッションと追加のせりふをすべて含めると、積み重ねたページは「8フィートになる」とハウザーは推定した。通行人を演じる役者はそれぞれ約80ページの長さの脚本を受け取った。本作のうち約5時間は発売前に削除された。その一部には主人公のアーサー・モーガンが2番目に思いをよせる人物や賞金稼ぎと列車にいるときに発生するミッションがあった。ハウザーによると、「技術的にうまくいきそうになかったか、スムーズにいきそうになかったか、過剰に感じたか」したため削除された。
開発チームは特に映画や芸術作品から着想を得たわけではないが、実在する場所から着想を得たとGarbutは述べ、「開発チームは場所を作り上げていた。その場所は直線的でもなく、静的でもない表現を必要とした」と述べた。ライティングディレクターのOwen Shepherdはターナーやレンブラントなどの風景画家から着想を得た。オープンワールドの景色はアルバート・ビアスタット、Frank Tenney Johnson、チャールズ・マリオン・ラッセルといった画家の鮮やかな絵画から部分的に着想を得た。サンドニはニューオーリンズ市をモデルにしている。サンドニの当初の名称であったニューボルドーは『マフィアIII』（2016年）で使用されたため変更された。ロックスターは物語が進行するにつれて反応を示すように、ゲーム内の世界を設計した。Nelsonは開発チームが「あらゆる点で（世界が）自然に感じたり、有機的に感じたりすることに一生懸命になっていた」と述べ、「プレイヤーが信じられる、没頭できる世界を作り上げようとしていた」と述べた。

## キャラクターの開発
本作の撮影は2013年に始まり、全部で2200日続いた。1200人の役者が出演し、そのうち700人が50万のせりふを分担した。演技を録画するため、モーションキャプチャーを使用したほか、後でアニメーションに使用する表情を録画するため、顔を録画するカメラを使った。およそ60台か70台のカメラが使用された。モーションキャプチャーのセットは通常、ゲーム内の背景の位置関係に正確であり、事前に映像化されたゲーム内の背景がモニターで役者とスタッフに表示された。ロックスターはダッチ・ギャングのキャラクターの配役を多様なものにしたいと考えた。物語を作りだし、本作に複雑さを加えることに役立つため、アンサンブルキャストはナラティブを書くときに有利であるとシニア・クリエイティブ・ディレクターのMichael Unsworthは述べた。ライターは特にそれぞれのキャラクターの背景にある個人の物語に焦点を合わせ、ダッチ・ギャングに入る前のキャラクターの人生とダッチ・ギャングに留まる理由を掘り下げた。ダッチ・ギャングは「帰属意識と目的意識」を与える「家族」であるとUnsworthは考え、各キャラクターの物語を分析すること、アーサーとそれぞれのキャラクターの関係性が物語に重要であった。キャラクターの性格が物語をより良いものにすることができなかったため、開発中に削除されたキャラクターが何人かいた。RDRのセリフの一部ではダッチが公平なリーダーであると言われており、それにより開発チームはダッチ・ギャングで様々なキャラクターを作ることができた。
主人公を1人にするほうが西部劇の物語の構成により適しており、プレイヤーがキャラクターをより深く理解することができるため、開発チームは『グランド・セフト・オートV』の3人の主人公とは対照的に、本作においてプレイヤーが操作する主人公を1人にすることにした。プレイヤーは操作しないが、ダッチ・ギャングの会話や生命観は『グランド・セフト・オートV』で主人公を掘り下げたことから着想を得た。ロックスターは物語の中にプレイヤーの主体性を認めたいと考えた。アーサーを操作するのはライターでもプレイヤーでもなく、「ライターとプレイヤーの繊細な押し合い」であるとUnsworthは述べた。開発チームはアーサーの人間関係についてプレイヤーにより自由を与えようと試みた。物語が始まるとき、アーサーはすでに他のギャングの一員と人間関係を築いており、そのため、プレイヤーが適切なやり方で反応できるように開発した。ハウザーは主人公が弱いものとして始まり、物語が進むにつれて強くなるという決まりきった展開を転覆させたいと考えた。本作の開始時点でアーサーはすでに強く、「アーサーの世界観が崩れるとき、より知的に目まぐるしく変化する状況に巻き込まれる。」ハウザーはアメリカのフロンティアの衰退がアーサーに重大な影響を与えると考え、アーサーが「自然の厄介さと文明化で迫りくる工業化の残忍性との間で板挟みになる」と述べた。
新たな方法でキャラクターを作り上げるため、ロックスターは役者が頻繁に役者自身のやり方でシーンを撮影できるようにした。役者たちは制作中に親しい間柄になり、このことが各自の演技に役立った。Roger Clarkは三船敏郎からアーサーの描写の着想を得た。三船の演じたキャラクターは「風変りな」ユーモアのセンスがあり、同時に毅然としていると考え、これはアーサーを演じるときに表現したいと思っている複雑さであると考えた。忠誠心を裏切らざるを得ないアーサーと似たような状況になっているため、Clarkは『The Proposition』（2005年）から着想を得た。また、『真昼の決闘』（1952年）やジョン・ウェインの作品などの映画を観た。Clarkは『ドル箱三部作』（1964年-1966年）を観たが、アーサーのほうが口数が多いと考えたため、クリント・イーストウッドの名無しの男の描写からはあまり着想を得られなかった。Clarkはプレイヤーがアーサーの生き方を選択しても納得できるほど複雑なキャラクターを表現したいと考えた。2つの生き方が違うため困難に直面したが、アーサーは容易に矛盾したことを言う可能性がある複雑なキャラクターであると自分に言い聞かせた。ジョン・マーストンに家族がいる、つまり、アーサーが羨むものを持っているため、当初アーサーはジョンに腹を立てていたが、ダッチ・ギャングが瓦解するにつれて、アーサーはジョンを助けるために行動し、「自分にしていればよかったと思ったことをしようとする」とClarkは考えた。自分の演技に着想を得るため、ClarkはRDRにおけるRob Wiethoffのジョンの描写を観た。ハウザーはClarkの声を聞かないようにするため、セットでClarkと会わないようにした。
Benjamin Byron Davisは2013年の半ばにダッチを再度演じるよう依頼された。Davisは魅力的で自信のある男性としてダッチの最盛期を演じ、約1年後にダッチが落ちぶれる様子を演じた。ダッチは自分を犯罪者と見なしておらず、自分を「分断され、抑圧するように仕組まれた権力の腐敗した体制」と戦う人間であると見なしているとUnsworthは考えた。ダッチの「無政府主義で、反体制の言葉づかい」はダッチ・ギャングがダッチと留まるだけの説得力があるとUnsworthは述べた。ジョン・マーストンを作り上げる際、プレイヤーがすでにジョンに共感しているため、RDRでジョンが登場したことはライターを制限すると考えた。Wiethoffはジョンを再度演じる際、自分の人生に目を向けた。ジョンが認められたくて他のギャングに目を向けるのと同じ方法で、Wiethoffは賛同を求めていつも姉の男友達を尊敬していた。ジョンの性格にはインディアナ州のシーモアにある自分の地元の町にいた「とてもタフなやつら」から着想を得た。モーションキャプチャー・ディレクターのRod Edgeはセイディ・アドラーを「とても女性的でとても強い」と表現した。役者のAlex McKennaはセイディがアーサーの恋愛の対象ではなく、アーサーと対等に書かれていることを楽しんだ。Noshir Dalalは日本とパールシーの民族的背景があるため、父親がアフリカ系アメリカ人で母親がネイティブ・アメリカンであるチャールズ・スミスに共感した。Dalalはチャールズを演じる際に自分の私生活の経験を参考にした。ハビア・エスクエラは「故郷、つまり、所属する場所を探して」おり、アメリカン・ドリームをつかむこととメキシコの故郷を懐かしく思うことの間で引き裂かれているように感じているとGabriel Sloyerは考えた。Sloyerは同じくハビアという名前の自分の父親のことを考え、アメリカへ移住した父親の経験について考えた。Peter Blomquistはマイカ・ベルを「不快な日和見主義者」であると表現した。Blomquistは他のものから着想を得るのではなく、何もないところからマイカを作り上げることを選んだ。

## 技術的な開発とゲームプレイの開発
本作はロックスターで初めてPlayStation 4とXbox One専用に作られたゲームである。ロックスターはPlayStation 3とXbox 360から『グランド・セフト・オートV』を移植する際に、PlayStation 4とXbox Oneの技術的能力を調べた。開発チームがPlayStation 4とXbox Oneの限界を明確にすると、すぐに重点的に取り組む必要のある部分を決めた。グラフィックテクニカルディレクターのAlex Hadjadjによると、「大域照明の解決策、大気のエフェクト、後処理と見せ方といったこと」である。PlayStation 4とXbox Oneのメモリが増えたため、『グランド・セフト・オートV』と比べて、本作ではアニメーションの量を約10倍にすることができた。『グランド・セフト・オートV』は道路に密集した人混みを必要としたが、本作は識別できるキャラクターのいる人口の多い町を必要とした。テクニカルディレクターのPhil Hookerは識別できるキャラクターの反応のために必要となるアニメーションの数が、これまでのロックスターのゲームと比べてまったく違ったと述べた。
PlayStation 4とXbox Oneで人間と動物の行動をより真実味のあるものにするため、ロックスターはアニメーションシステム全体を見直した。戦闘中に敵の人工知能をより自然に見せるため、広範にわたるアニメーションが追加された。ゲームの世界をより真実味があると感じさせるため、繊細なアニメーションが強調された。物理演算エンジンのEuphoriaを改良し、17年ぶりにAIシステムを徹底的に見直した。プレイヤーが馬とつながりを感じるようにするため、馬のアニメーションに細心の注意を払った。スコットランドで本物の馬の映像を撮影し、アニメーターの参考資料として使った。馬の人工知能を自己保存に集中させ、移動中に障害物や崖を避けるようにした。シニアアニメーターのJason Barnesは毎日飼い犬のEinsteinをモーションキャプチャーのセットに連れて来た。Einsteinは犬用のモーションキャプチャースーツのテストに慣れており、最終的にダッチ・ギャングの野良犬のカインを演じた。Einsteinは補助犬の訓練を受けていたため、辛抱強く待つことに慣れており、カイン役に「完璧」に合っているとBarnesは述べた。
本作のゲームプレイでロックスターが目標にしたことのひとつは、ミッションをプレイして、カットシーンを見るのではなく、プレイヤーがゲームの世界に住んでいるように感じさせることである。この目標を達成するため、プレイヤーが他のキャラクターと交流できるダッチ・ギャングのキャンプを利用する方法をとった。ゲームの世界をよりいきいきと現実的に感じさせるため、カットシーンからゲームプレイまでキャラクターたちが同じ性格と気分を維持するようにした。Unsworthはキャンプをロックスターが行った「最も野心的なことのうちのひとつ」であると述べた。ゲームプレイ・メカニクスを使うことで、ライターがキャラクターを「より深く掘り下げる」ことができるとロックスターは考えた。ゲームの世界をいきいきと感じさせるために重要な部分は、キャンプにいるダッチ・ギャングのメンバーに対して、参加する活動や仕事、起きる時間を含む日課を作ることであった。これはこれまで『グランド・セフト・オートV』で、特に主人公の家で検討したシステムであった。ハウザーは着想元としてRDRの町であるチュパロサを挙げた。チュパロサには小さな仕事を行うキャラクターがたくさんいる。現実感を出すための別の方法として、キャンプで会話するキャラクターが挙げられる。プレイヤーはキャラクターに応答することを決めることができる。もしプレイヤーが頻繁に応答したら、キャラクターは今後の会話でプレイヤーに反応するようになるだろう。本作には「歩きながら話すシステム」がある。このシステムでは、キャラクターが少しの間プレイヤーについて行き、ゲームの世界の出来事をプレイヤーに知らせる。これまで『グランド・セフト・オートV』で携帯電話経由で伝えられたシステムである。アーサーの性格を示すために意図的に配置されたミッションもある。
ロックスターは現実感を維持するために、武器のインベントリを限られた数の銃に制限することにした。その他に所有している武器はプレイヤーの馬に保管し、プレイヤーと馬とのつながりを強化する方法になった。プレイヤーを退屈させないようにするため、皮を剥ぐアニメーションを詳細に描写しないなど、あまり現実的になりすぎないようにした。RDRで手つかずの自然とサバイバル要素がとても好評であったとロックスターは考えたため、手つかずの自然とサバイバル要素をさらに発展させた。開発中に本作を何度もプレイした際、プレイヤーに悪事をさせるミッションとプレイヤーに善行をさせるミッションがあり、矛盾していることに気が付いた。結果的に、プレイヤーの行動に基づいて分岐するシーンと会話の選択肢を作り、これが名誉システムにつながった。開発チームはプレイヤーがキャンプのメンバーを釣りなどの様々な活動へ連れていくことを可能にする案を検討したが、最終的には現実的ではなくAIのような行動につながると考えた。ゲーム内の活動、特にアーサーの性格に合わない活動はいくつか取り除かれ、プレイヤーが選択できるようにした。プレイヤーが成長したり、熟考したりする機会になるものであれば、プレイヤーが任意に選択できるようにしたミッションもある。武器を使う際の感覚と速さを改良するため、銃の撃ち合いはこれまでのロックスターのゲームから修正された。開発の後半にロックスターはカットシーンにレターボックスを追加することを決定し、映像製作の仕事が増え、役者の撮り直しが必要となった。

## 音楽制作
RDRと『グランド・セフト・オートV』でロックスターと制作を行ったWoody Jacksonは本作のオリジナルサウンドトラックを作曲するため再度起用された。最終的にすべての曲が採用されたわけではないが、およそ60時間の音楽を作曲した。本作にはミッションで流れるサウンドトラックが192曲ある。音楽と音響のディレクターのIvan Pavlovichは、本作を最初から最後まで標準的な遊び方をする場合、プレイヤーはすべての音楽のうちおよそ3分の1しか聞くことがないと推定した。本作には、物語、状況、環境の3種類の曲がある。物語の曲はミッション中に流れ、状況の曲はプレイヤーがオープンワールドやマルチプレイで歩き回っているときの曲であり、環境の曲はキャンプファイヤーの歌やキャラクターが演奏する音楽である。プレイヤーの決定によって、音楽は頻繁に反応し、ゲームの雰囲気やプレイヤーの選択に一致する。環境音楽に対するJacksonの目標は音の設計と同行することであり、音楽でプレイヤーの気を散らさないことであった。Jacksonは本作をドラマのシリーズと比較し、ゲームのミッションは単独のストーリーアークを示し、複数のミッションにわたってテーマを維持するため、ゲームのミッションをドラマのエピソードのようなものであると考えた。
制作した楽曲が本作で確実に効力を発揮するように、Jacksonはゲーム内の時代の銃を使って、標的を撃つ間に楽曲を聴いた。Jacksonはデニス・バディマーの1898年製のMartin 1–28（ガット弦）やトミー・テデスコのHerminio Salinas e Hijos（ガット弦）など、古典的西部劇の映画で使用されたレッキング・クルーの楽器を複数購入した。Jacksonは『ブリット』（1968年）で使用された1920年代のギブソンのマンドバスを入手した。このマンドバスは「不吉な」ベルの音を再現した。また、『明日に向って撃て!（1969年）のウクレレと『許されざる者』（1992年）で使用されたナイロン弦ギターを入手した。RDRでは人気のあるマカロニ・ウェスタンのサウンドトラックを模倣したが、本作ではより独自のサウンドトラックにすることを目指した。Jacksonは開発中、楽曲を非常に実験的なものから古典的な西部劇のものまで4回ほど変更し、最終的には混ぜ合わせて、それまでと「違うもの」を作った。Jacksonはエンニオ・モリコーネの楽曲、特に『ドル箱三部作』の楽曲は当時の典型的なウエスタン・ミュージックからすでに逸脱しており、その代わり「サイケデリックなギターで、音がたくさんある」ような当時人気のあった音楽になっていることに気づいた。そのため、本作においてもそのように自由に創造してもかまわないと考えた。同様に、黒澤明の映画『用心棒』（1961年）における佐藤勝の楽曲に影響された。『用心棒』の楽曲はこの映画の舞台になっている日本の封建時代の音楽を再現しようとするよりも、感情に焦点を合わせているとJacksonは考えた。
全体で110人を超える音楽家が本作の音楽の制作に取り組んだ。ゲーム業界とその技術になじみがないため、サウンドトラック制作の依頼を断った音楽家も何人かいた。Pavlovichはオリジナルのボーカルトラックを制作するため、ダニエル・ラノワを引き入れ、一貫性のある「スルーライン」をJacksonの楽曲に補完したいと考えた。ラノワはディアンジェロ、ウィリー・ネルソン、Rhiannon Giddens、ジョシュ・オムなどのアーティストと連携して制作を行った。本作の景色が多様であるため、音楽をより多様なものにすることができるとPavlovichは考え、楽曲制作のため、サックス奏者のColin Stetson、実験音楽のバンドのSenyawa、音楽家のアルカを引き入れた。ラノワと共同制作を行ったRocco DeLucaは、パラマハンサ・ヨガナンダの格言「壊れゆく世界の崩壊の只中で揺るがずに立っていなければならない（You must stand unshaken amidst the crash of breaking worlds.）」を基にして、ニューオーリンズで楽曲「Unshaken」と「Crash of Worlds」のチャントを思いついた。ラノワはこの言葉が物語を通して本作のキャラクターの決意にあてはまると感じた。

## 販売
ロックスター・ゲームスは2016年10月16日と17日に初めて本作のティーザー予告を行い、RDRの色とテーマの2枚の画像をロックスターのウェブサイトとソーシャルメディアに公開した。この画像は非常に注目され、ロックスターの親会社のテイクツー・インタラクティブの株価をほぼ6％上げた。本作は2016年10月18日に正式に発表された。PlayStation 4とXbox One向けの発表が行われた日に、本作が同様にWindowsで利用できるようにロックスターへ嘆願を始めるファンもいた。本作は3回延期された。発表前に社内で2017年の後半に延期され、公式には2018年の前半に延期され、その後、2018年10月26日に延期された。ロックスターによると、本作は「磨きをかける」ため、さらに開発期間が必要となった。ロックスターは本作がWindows向けに2019年11月5日に発売され、Stadiaが2019年11月にサービスを開始する際、Stadiaのローンチタイトルになると2019年10月に発表した。Windows版は視覚的、技術的に改善された。また、Windows版は賞金稼ぎ、武器、隠れ家が新たに盛り込まれ、これらは2019年12月にPlayStation 4に配信され、2020年1月にXbox Oneに配信された。報道によると、本作をStadiaに移植するため、Googleは数千万ドルを支払った。

## 宣伝
本作の予告編は2016年10月20日に発表され、オープンワールドを描写した。2番目の予告編と3番目の予告編はそれぞれ2017年9月28日と2018年5月2日に発表され、本作のキャラクターと物語を紹介した。8月9日に発表された予告編ではゲームプレイ映像が出され、銃と馬の機能とプレイヤーがギャングとキャンプを維持できることを示した。2番目のゲームプレイ映像の予告編は2018年10月1日に発表され、ゲーム内の強盗とデッドアイという照準システムを示した。発売前の最後の予告編は2018年10月18日に発売され、テレビ広告用のものであった。開発チームは他のチームの提案に基づき、数百種類の予告編を頻繁に編集したとハウザーは述べた。Windows版の予告編は2019年10月17日に発表され、60fpsで4K解像度のゲームプレイ映像を示した。
先行予約販売を促すため、ロックスターは複数の小売店と連携し、本作の限定版を提供した。「スペシャル・エディション」ではシングルプレイ専用のコンテンツがあり、「アルティメット・エディション」では『レッド・デッド・オンライン』の追加コンテンツが含まれる。「コレクターズボックス」は本作の関連グッズが含まれている。『グランド・セフト・オート オンライン』のミッションを通して石斧を入手することにより、プレイヤーは本作の石斧を入手することができた。ダッチ・ギャングのメンバーの物語を示したり、オープンワールドにあるアクティビティや場所のプレビューを示したりするために、ロックスターは発売より数ヶ月前に公式の『レッド・デッド・リデンプション2』のウェブサイトを更新した。関連グッズはゲーム内のキャラクターに合わせた衣服や本作のロゴの入った衣服など、ゲームの販売前に発売された。コンパニオンアプリは本作と同時にAndroidとiOSで配信され、プレイヤーがカタログ、日誌、本作と同期したミニマップなどのゲーム内アイテムを見られるセカンドスクリーンとして機能した。